# 193 км (зупинний пункт, Південна залізниця)
193 км — пасажирський зупинний пункт Полтавської дирекції Південної залізниці на електрифікованій лінії Полтава-Південна — Кременчук між станціями Ліщинівка (5 км) та Кобеляки (9 км). Розташований поблизу села Мирне Полтавського району Полтавської області.

## Пасажирське сполучення
На платформі 193 км зупиняються приміські поїзди сполученням Полтава — Кременчук.